# بلفونتین (ایندیانا)
بلفونتین (به انگلیسی: Bellfountain) یک منطقهٔ مسکونی در ایالات متحده آمریکا است که در ایندیانا واقع شده‌است. بلفونتین ۲۸۹٫۸۷ متر بالاتر از سطح دریا قرار دارد.